# Willem Dafoe
William James Dafoe, conegut simplement com a Willem Dafoe   (Appleton, 22 de juliol de 1955), és un actor estatunidenc, coproductor i membre fundador de la companyia The Wooster Group que ha estat nominat dues vegades a l'Oscar al millor actor secundari.

## Biografia
Nasqué en una família de professionals de la medicina. Té set germans i estudià Art Dramàtic a la Universitat de Wisconsin-Milwaukee, tot i que deixà els estudis abans de graduar-se, per participar en unes companyies teatrals i viatjar pels Estats Units i Europa. El 1977 s'uní a la directora teatral Elizabeth LeCompte, amb qui tingué el seu fill Jack el 1982.
Willem Dafoe debutà el 1981, i el 1986 obtingué la seua primera nominació a l'Oscar per Platoon, d'Oliver Stone, en el paper del compassiu sergent Elias.
El 1988, fa de Jesús de Natzaret a L'última temptació de Crist, de Martin Scorsese. Rebé l'aclamació de la crítica, però la pel·lícula feu una controvèrsia religiosa.
Els anys següents participa en pel·lícules de gran èxit: Born on the Fourth of July (1989), Cor salvatge (1991), El pacient anglès (1996). El 1992, va participar al costat de Madonna en una pel·lícula de suspens eròtic, que va fracassar comercialment: El cos del delicte (Body of Evidence) d'Uli Edel.
El 2000 torna a ser nominat a l'Òscar per L'ombra del vampir d'Elias Merhige, en què se sotmet a llargues sessions de maquillatge per a interpretar Nosferatu. El 2002 dona vida a la pantalla al "follet verd" de Spiderman de Sam Raimi, per al qual també va fer un gran esforç de caracterització.
Willem Dafoe ha destacat per la seva cara peculiar, fent personatges de caràcter. Per al crític Tomás Obregón "Willem Dafoe passarà a la història pel rerefons pervers i el seu maquiavèl·lic somriure de dimoni, que imprimeix als seus personatges del costat fosc, i per haver protagonitzat la pel·lícula més controvertida de la història".

## Filmografia
Les seves pel·lícules més destacades són:
| Cinema      | Cinema                                        | Cinema                               | Cinema                                      |
| Any         | Pel·lícula                                    | Paper                                | Notes                                       |
| ----------- | --------------------------------------------- | ------------------------------------ | ------------------------------------------- |
| 1980        | Heaven's Gate                                 | Extra                                | paper no surt als crèdits                   |
| 1982        | The Loveless                                  | Vance                                |                                             |
| 1983        | L'ànsia (The Hunger)                          | 2n noi a la cabina de telèfons       |                                             |
| 1984        | Roadhouse 66                                  | Johnny Harte                         |                                             |
| 1984        | New York Nights                               | xicot                                |                                             |
| 1984        | Streets of Fire                               | Raven Shaddock                       |                                             |
| 1985        | To Live and Die in L.A.                       | Erick 'Rick' Masters                 |                                             |
| 1986        | Platoon                                       | Sergent Elias K. Grodin              | nominació de l'Acadèmia per actor secundari |
| 1988        | Saigon (Off Limits)                           | Buck McGriff                         |                                             |
| 1988        | The Last Temptation of Christ                 | Jesús de Natzaret                    |                                             |
| 1988        | Mississippi Burning                           | Agent Alan Ward                      |                                             |
| 1989        | Triumph of the Spirit                         | Salamo Arouch                        |                                             |
| 1989        | Born on the Fourth of July                    | Charlie - Villa Dulce                |                                             |
| 1990        | Cry-Baby                                      | Guardià                              | cameo                                       |
| 1990        | Wild at Heart                                 | Bobby Peru                           |                                             |
| 1991        | El vol de l'Intruder (Flight of the Intruder) | Tinent Comandant Virgil 'Tiger' Cole |                                             |
| 1992        | White Sands                                   | Diputat xèrif Ray Dolezal            |                                             |
| 1992        | Light Sleeper                                 | John LeTour                          |                                             |
| 1993        | Body of Evidence                              | Frank Dulaney                        |                                             |
| 1993        | Faraway, So Close!                            | Emit Flesti                          |                                             |
| 1994        | Tom & Viv                                     | Tom Eliot                            |                                             |
| 1994        | Clear and Present Danger                      | John Clark                           |                                             |
| 1995        | Victory                                       | Axel Heyst                           |                                             |
| 1995        | The Night and the Moment                      | l'escriptor                          |                                             |
| 1996        | Basquiat                                      | l'electricista                       |                                             |
| 1996        | The English Patient                           | David Caravaggio                     |                                             |
| 1997        | Speed 2: Cruise Control                       | John Geiger                          |                                             |
| 1997        | Affliction                                    | Rolfe Whitehouse                     |                                             |
| 1998        | Lulu on the Bridge                            | Dr. Van Horn                         |                                             |
| 1998        | New Rose Hotel                                | X                                    |                                             |
| 1999        | eXistenZ                                      | Gas                                  |                                             |
| 1999        | The Boondock Saints                           | Paul Smecker                         |                                             |
| 2000        | American Psycho                               | Detectiu Donald Kimball              |                                             |
| 2000        | Animal Factory                                | Earl Copen                           |                                             |
| 2000        | Shadow of the Vampire                         | Max Schreck                          | nominació de l'Acadèmia per actor secundari |
| 2000        | Bullfighter                                   | Father Ramirez                       |                                             |
| 2001        | Pavilion of Women                             | Pare Andre                           |                                             |
| 2001        | Fills d'un mateix déu (Edges of the Lord)     | Sacerdot                             |                                             |
| 2002        | Spider-Man                                    | Green Goblin/Norman Osborn           |                                             |
| 2002        | Auto Focus                                    | John Henry Carpenter                 |                                             |
| 2003        | Buscant en Nemo                               | Gill                                 | (veu)                                       |
| 2003        | The Reckoning                                 | Martin                               |                                             |
| 2003        | Once upon a time in Mexico                    | Armando Barillo                      |                                             |
| 2003        | Camel Cricket City                            | Camel Cricket                        | curtmetratge (veu)                          |
| 2004        | L'ombra d'un segrest (The Clearing)           | Arnold Mack                          |                                             |
| 2004        | Spider-Man 2                                  | Green Goblin/Norman Osborn           |                                             |
| 2004        | The Life Aquatic with Steve Zissou            | Klaus Daimler                        |                                             |
| 2004        | Assassí (Control)                             | Dr. Michael Copeland                 | llançament en vídeo                         |
| 2004        | L'aviador                                     | Roland Sweet                         |                                             |
| 2005        | xXx: State of the Union                       | General George Deckert               |                                             |
| 2005        | Manderlay                                     | Pare de Grace                        |                                             |
| 2005        | Before It Had a Name                          | Leslie                               |                                             |
| 2005        | Ripley Under Ground                           | Neil Murchison                       |                                             |
| 2006        | American Dreamz                               | cap de personal                      |                                             |
| 2006        | Inside Man                                    | Capità John Darius                   |                                             |
| 2006        | Tales from Earthsea                           | Cob                                  | (veu)                                       |
| 2006        | Paris, je t'aime                              | el cowboy                            | segment "Place des Victoires"               |
| 2007        | The Walker                                    | Senador Larry Lockner                |                                             |
| 2007        | Mr. Bean's Holiday                            | Carson Clay                          |                                             |
| 2007        | Spider-Man 3                                  | Green Goblin/Norman Osborn           |                                             |
| 2007        | Go Go Tales                                   | Ray Ruby                             |                                             |
| 2007        | Anamorph                                      | detectiu Stan Aubrey                 |                                             |
| 2008        | Fireflies in the Garden                       | Charles Waechter                     |                                             |
| 2008        | Adam Resurrected                              | Comandant Klein                      |                                             |
| 2008        | The Dust of Time                              | A                                    |                                             |
| 2009        | Antichrist                                    | He                                   |                                             |
| 2009        | L'affaire Farewell                            | Feeney                               |                                             |
| 2010        | Daybreakers                                   | Lionel 'Elvis' Cormac                |                                             |
| 2010        | Cirque du Freak                               | Gavner Purl                          |                                             |
| 2010        | My Son, My Son, What Have Ye Done             | Detectiu Havenhurst                  |                                             |
| John Carter | Tars Tarkas                                   |                                      |                                             |
| 2013        | Odd Thomas                                    | Wyatt Porter                         |                                             |
| 2013        | Saving Norman                                 | Lionel Pembrooke                     | Curt                                        |
| 2013        | The Smile Man                                 | Willem                               | Curt                                        |
| 2013        | Love's Routine                                | Barry                                | Curt                                        |
| 2013        | Out of the Furnace                            | John Petty                           |                                             |
| 2013        | Nymphomaniac                                  | L                                    |                                             |
| 2013        | The Benaki Museum                             | Andonis Benakis (veu)                | Curt                                        |
| 2014        | A Most Wanted Man                             | Tommy Brue                           |                                             |
| 2014        | The Grand Budapest Hotel                      | J.G. Jopling                         |                                             |
| 2014        | Bad Country                                   | Bud Carter                           |                                             |
| 2014        | The Fault in Our Stars                        | Peter Van Houten                     |                                             |
| 2014        | Pasolini                                      | Pier Paolo Pasolini                  |                                             |
| 2014        | John Wick                                     | Marcus                               |                                             |
| 2015        | My Hindu Friend                               | Diego Fairman                        |                                             |
| 2016        | Mind the Gap                                  | Ell mateix                           | Curt                                        |
| 2016        | Dog Eat Dog                                   | Mad Dog                              |                                             |
| 2016        | Finding Dory                                  | Gill (veu)                           | Cameo                                       |
| 2016        | Un home de família                            | Ed Blackridge                        |                                             |
| 2016        | Sculpt                                        |                                      |                                             |
| 2016        | The Great Wall                                | Ballard                              |                                             |
| 2017        | Do Donkeys Act?                               | Narrador                             | Documental                                  |
| 2017        | The Florida Project                           | Bobby Hicks                          |                                             |
| 2017        | What Happened to Monday                       | Terrence Settman                     |                                             |
| 2017        | Mountain                                      | Narrator                             | Documentary                                 |
| 2017        | Death Note                                    | Ryuk (veu)                           |                                             |
| 2017        | Murder on the Orient Express                  | Gerhard Hardman                      |                                             |
| 2017        | Opus Zero                                     | Paul                                 |                                             |
| 2018        | Aquaman                                       | Nuidis Vulko                         |                                             |
| 2018        | At Eternity's Gate                            | Vincent Van Gogh                     |                                             |
| 2018        | Manou the Swift                               | (veu)                                |                                             |
| 2020        | The French Dispatch                           |                                      |                                             |

| Televisió | Televisió         | Televisió    | Televisió                                      |
| Any       | Títol             | Rol          | Notes                                          |
| --------- | ----------------- | ------------ | ---------------------------------------------- |
| 1986      | The Hitchhiker    | Jeffrey Hunt | episodi "Ghostwriter"                          |
| 1991      | Fishing with John | ell mateix   | segment "Ice fishing in northern Maine"        |
| 1997      | The Simpsons      | el Comandant | episodi "The Secret War of Lisa Simpson" (veu) |

## Premis i nominacions
- 1986 - Nominat a l'Oscar al millor actor secundari per Platoon
- 2000 - Nominat a l'Oscar al millor actor secundari per L'ombra del vampir
- 2001 - Nominat al Globus d'Or al millor actor secundari per L'ombra del vampir